# AERCam Sprint

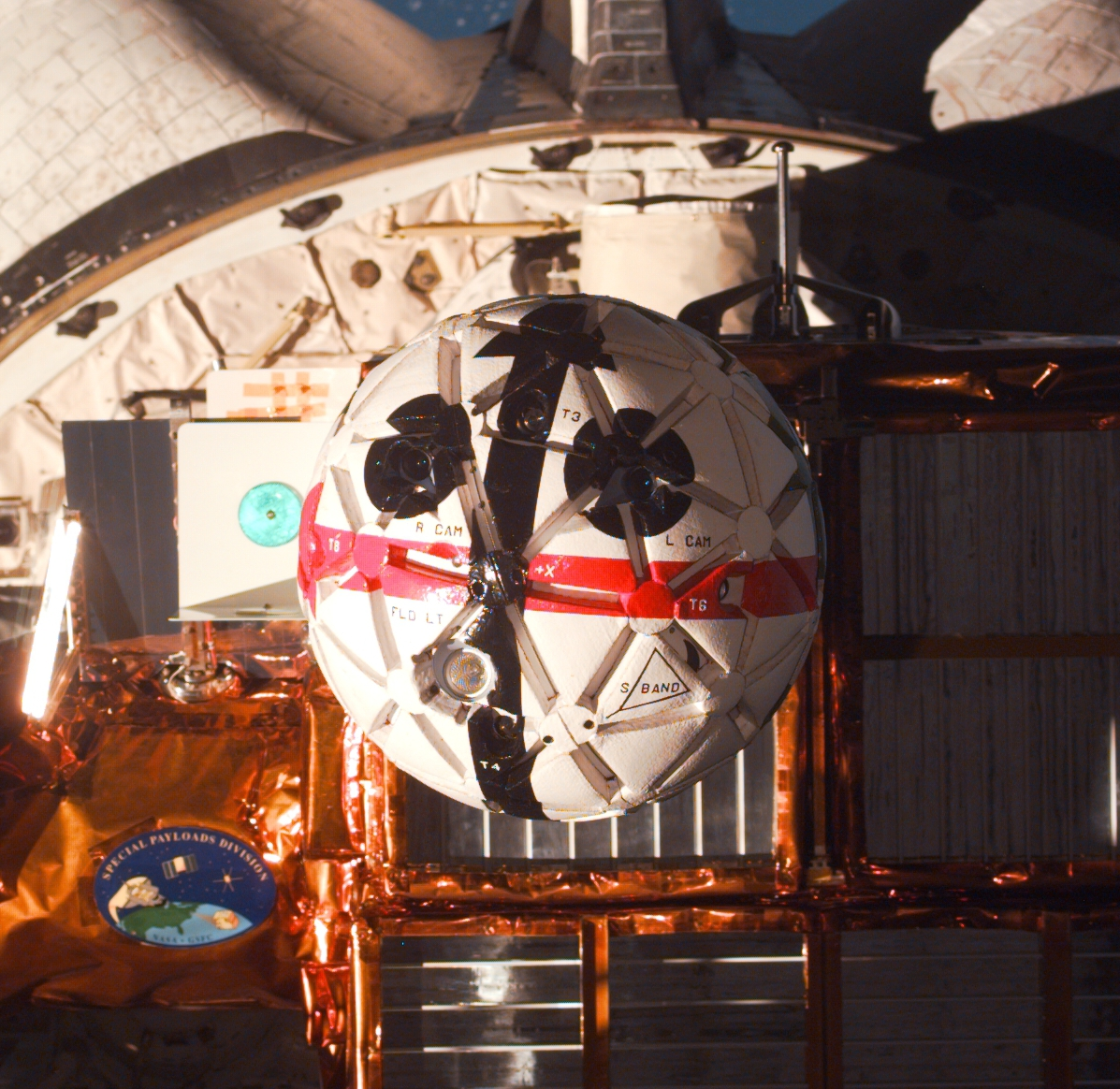
AERCam Sprint podczas misji STS-87

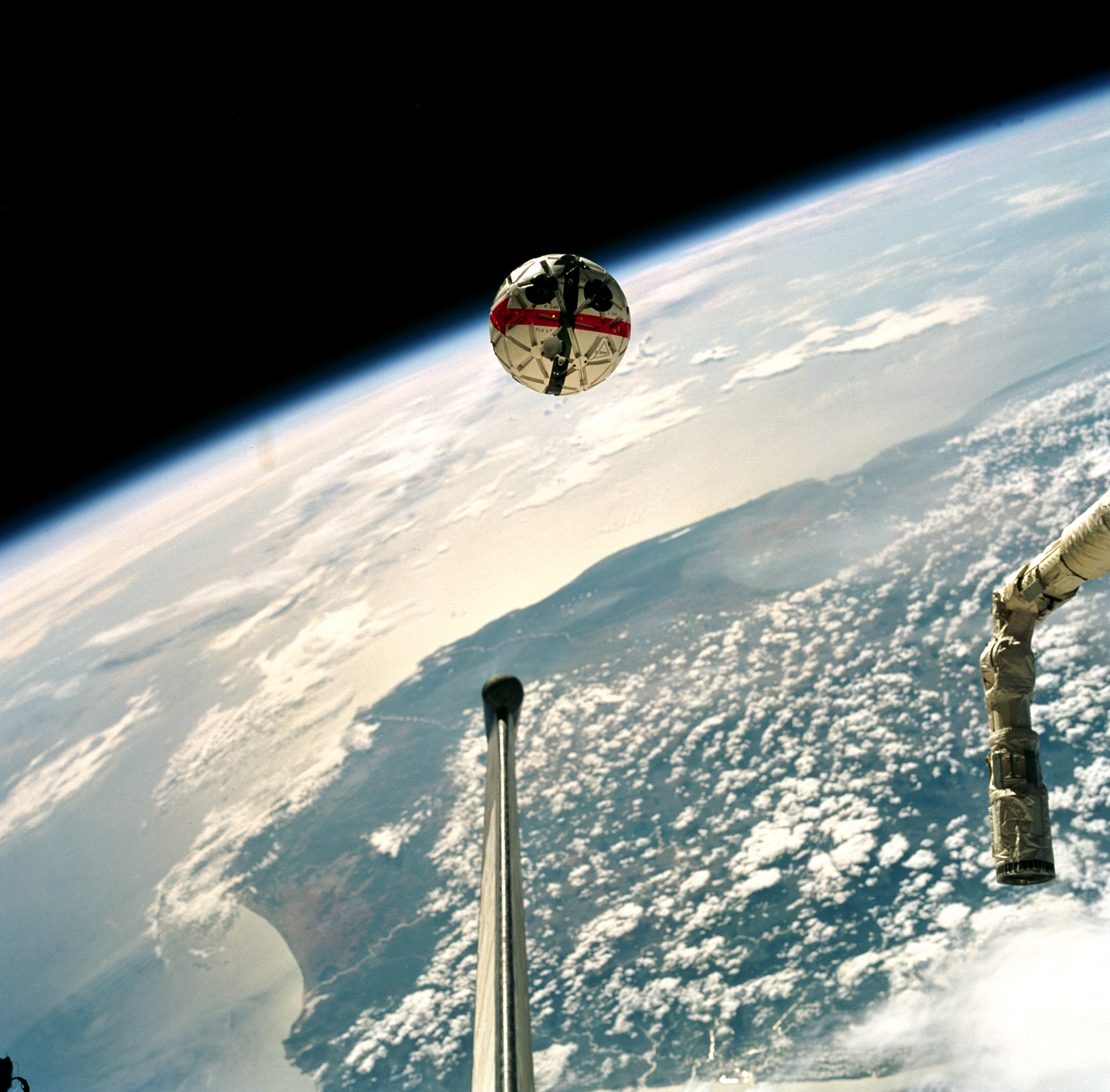
Zdalnie sterowana kamera AERCam Sprint

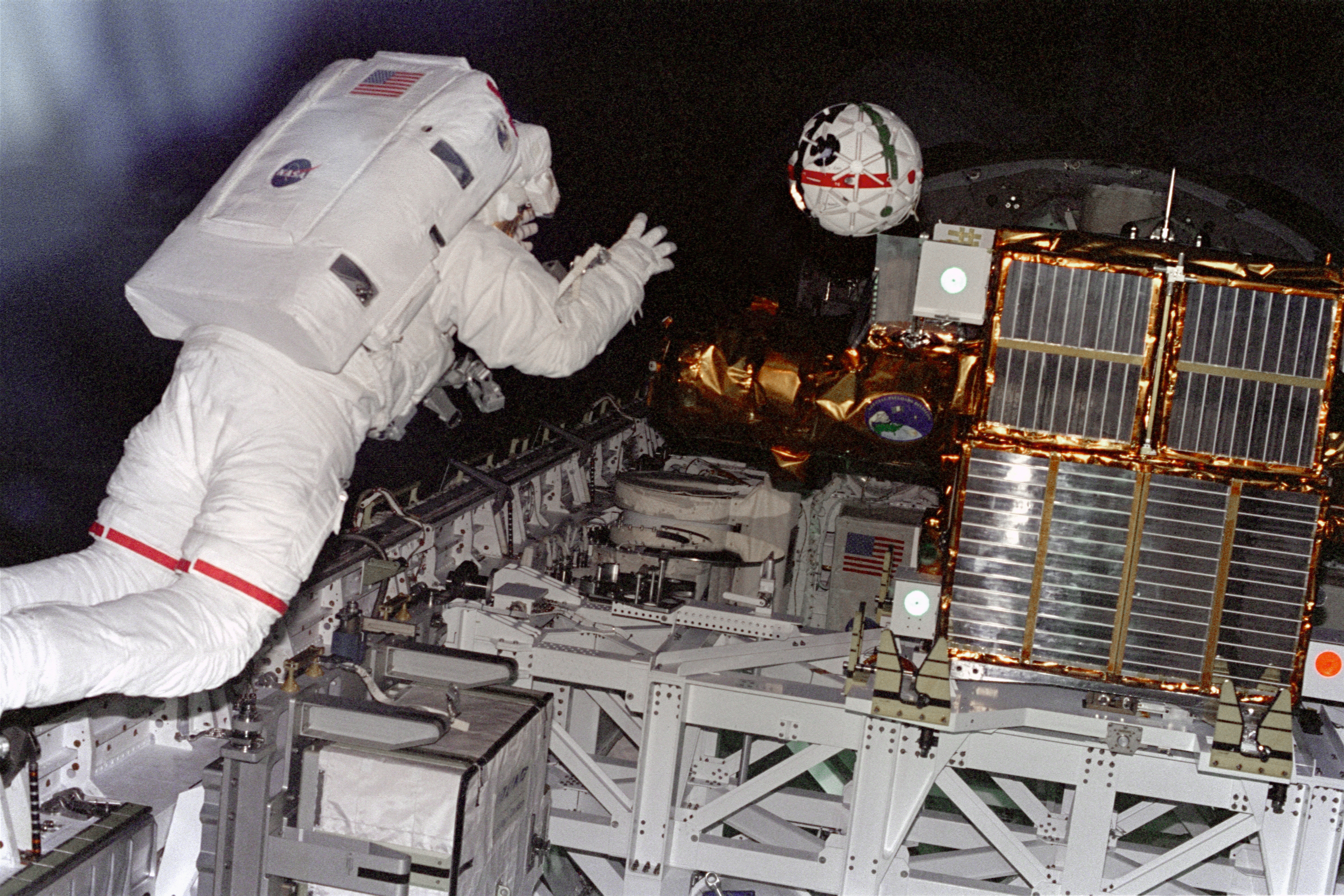
Specjalista Winston Elliott Scott podczas EVA 3 grudnia 1997 w misji STS-87

AERCam Sprint (Autonomous EVA Robotic Camera Sprint) – latający sferyczny pojazd-robot zdalnie sterowany wyposażony w kamerę, używany podczas spacerów kosmicznych (EVA) na Międzynarodowej Stacji Kosmicznej (ISS).
Prototyp mikrosatelity AERCam „Sprint” został przetestowany podczas lotu wahadłowca Columbia w jego ładowni w czasie misji STS-87 w grudniu 1997 roku. 
Podczas EVA był sterowany zdalnie z kabiny wahadłowca przez pilota Stevena Lindseya.  

## Specyfikacja
- kula o średnicy 35 cm
- masa ok. 15 kg
- 12 silniczków odrzutowych napędzanych sprężonym azotem
- żyroskopowe czujniki położenia
- dwie kamery z obiektywem o zmiennej ogniskowej
- Zasilanie z baterii litowej ma wystarczać na co najmniej 7 godzin pracy.
- Maksymalna prędkość poruszania się robota (względem bazy) wynosi kilkanaście centymetrów na sekundę.
- Powierzchnia pokryta jest warstwą spienionego Nomexu, aby zapobiec uszkodzeniom stacji lub wahadłowca w razie przypadkowego uderzenia.
- Łączność do celów sterowania prowadzona jest w UHF, a obraz z kamer przekazywany jest w paśmie S

Powstała też nowa i mniejsza wersja robota-satelity o masie 5 kg i średnicy 19 cm: mini AERCam Sprint, jest on wyposażony w 2 anteny GPS i dodatkową kamerę umieszczoną w osi prostopadłej do dwóch głównych.